# La Roche-Mabile
La Roche-Mabile är en kommun i departementet Orne i regionen Normandie i nordvästra Frankrike. Kommunen ligger i kantonen Alençon 1er Canton som tillhör arrondissementet Alençon. År 2022 hade La Roche-Mabile 162 invånare.

## Befolkningsutveckling
Antalet invånare i kommunen La Roche-Mabile
| Referens: INSEE |